# Niescalony mięsień lewej komory

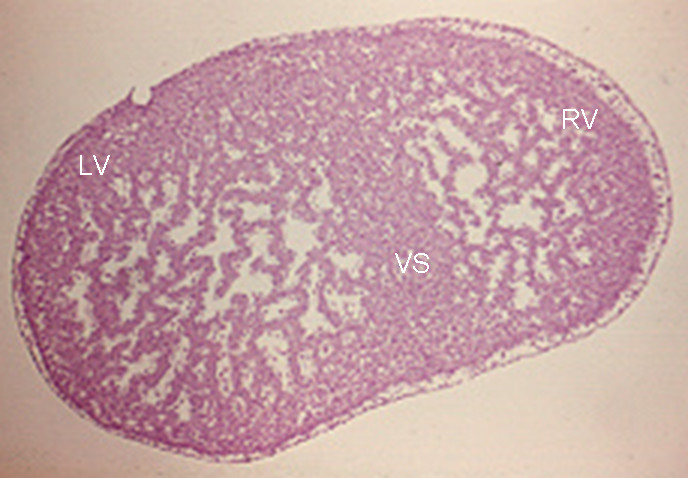
Mikrofotografia przekroju przez obie komory serca z cechami niescalenia. Widać bardzo nasilone beleczkowanie. VS – przegroda międzykomorowa; LV – lewa komora; RV – prawa komora

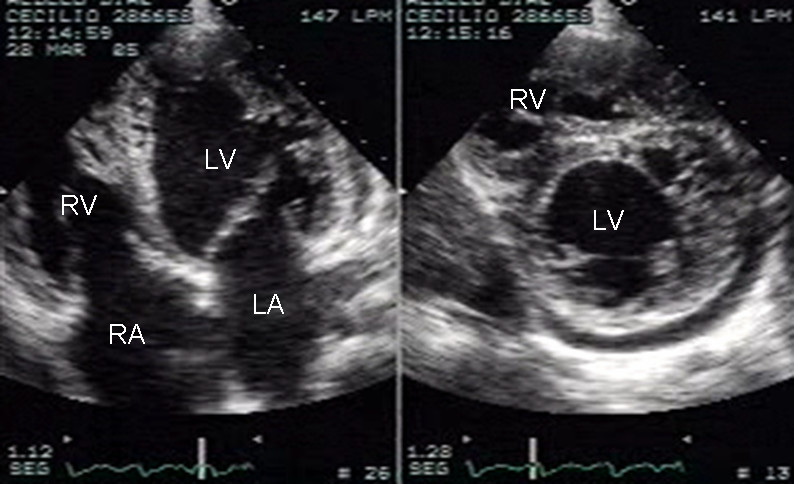
Obraz kardiomiopatii w echokardiografii z cechami niescalonego mięśnia obu komór. Widoczne poszerzone światło obu komór, beleczkowanie i pogłębione zachyłki międzybeleczkowe, a także niewielka ilość płynu w worku osierdziowym. LA – lewy przedsionek; LV – lewa komora; RV – prawa komora; RA – prawy przedsionek

Niescalony mięsień lewej komory (ang. noncompaction cardiomyopathy, left ventricular non-compaction, LVNC) – heterogenna etiologicznie, uwarunkowana genetycznie nieprawidłowość rozwojowa mięśnia lewej komory serca, zaliczana obecnie według klasyfikacji ESC do kardiomiopatii niesklasyfikowanych, a wedle klasyfikacji AHA do kardiomiopatii pierwotnych genetycznych, charakteryzująca się wzmożonym beleczkowaniem lewej komory i pogłębieniem zatok międzybeleczkowych. Istnieją rozbieżne opinie co do charakteru LVNC; część badaczy jest zdania, że stanowi odrębną kardiomiopatię, podczas gdy inni widzą w niej cechę wspólną wielu fenotypowo odmiennych postaci kardiomiopatii.

## Epidemiologia
LVNC może występować jako wada izolowana lub skojarzona z innymi wrodzonymi wadami serca lub chorobami nerwowo-mięśniowymi.

## Etiologia
Jak dotąd, wykazano związek LVNC z loci genów kodujących taffazynę (TAZ), alfa-dystrobrewinę (DTNA), ZASP, aktynę, laminę A/C i 11p15.